# Cathédrale Saint-Joseph de Parral
Pour les articles homonymes, voir Cathédrale Saint-Joseph.
La cathédrale Saint-Joseph, située à Parral, dans l'état de Chihuahua au Mexique, est le siège de l'évêque du diocèse de Parral.